# Konstantin XI.

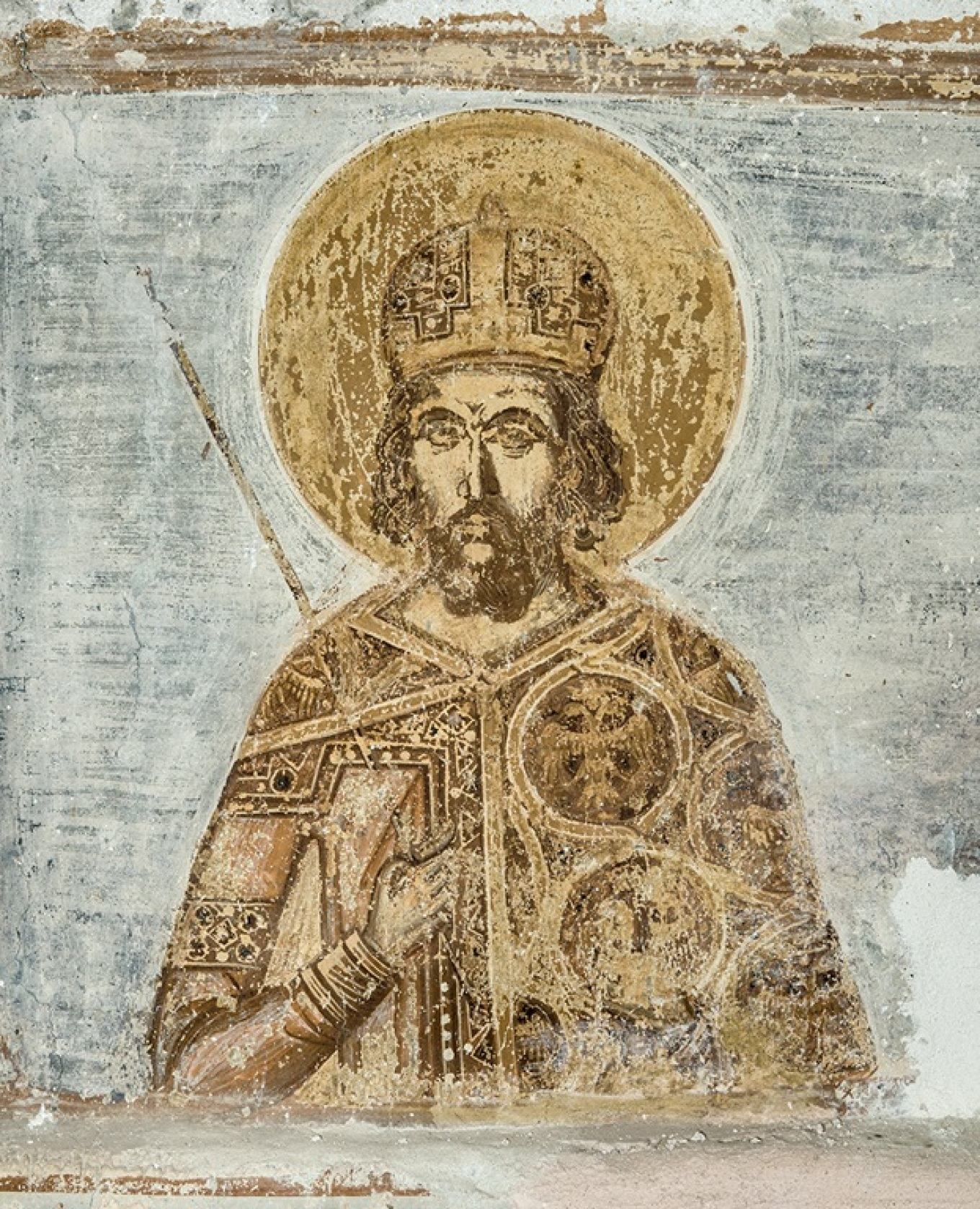
Konstantinos XI. Zeitgenössisches Porträt in der Kirche des ehemaligen Klosters Taxiarchon in Aegialia.

Konstantinos XI. Palaiologos (Κωνσταντῖνος Δραγάσης Παλαιολόγος Kōnstantînos Dragásēs Palaiológos, * 9. Februar 1404 in Konstantinopel; † 29. Mai 1453 ebenda) war vom 1. Mai  1428 bis März 1449 Despot von Morea, regierte vom 6. Januar 1449 bis zu seinem Tod als letzter byzantinischer Kaiser und starb bei der Verteidigung Konstantinopels. Der von ihm bevorzugte Zuname Dragases leitet sich vom serbischen Adelsgeschlecht Dragaš seiner Mutter Helena Dragaš ab. Konstantinos war der Nachfolger seines Bruders Johannes VIII. Palaiologos.

## Leben
Konstantinos war das achte von zehn Kindern seines Vaters Manuel II. Palaiologos und seiner Mutter Helena Dragaš, Tochter von Konstantin Dragaš, und wuchs unter beider Obhut in Konstantinopel auf. Von 1437 bis 1439 war er Regent in Konstantinopel für seinen abwesenden Bruder, Kaiser Johannes VIII. Palaiologos. Vor seiner eigenen Kaiserschaft war Konstantinos der Despot der byzantinischen Provinz Morea auf der Halbinsel Peloponnes, wo er die letzten Relikte der fränkischen Fremdherrschaft beseitigte. Nach dem Tod seines Bruders im Oktober 1448 wurde er Kaiser und am 6. Januar 1449 noch in der Despotatshauptstadt Mistra gekrönt, um eventuellen osmanischen Einsprüchen zuvorzukommen. Dennoch war zu diesem Zeitpunkt der Untergang des Reiches so gut wie besiegelt, da die Osmanen unter Sultan Mehmed II. bereits weite Teile des Balkans unter ihre Kontrolle gebracht und fast ganz Kleinasien erobert hatten und Byzanz neben einem kleinen Gebiet um Konstantinopel nur die Morea und einige ägäische Inseln verblieben waren.
Nachdem der Sultan Konstantin vergeblich die Herrschaft über die Morea angeboten hatte, falls dieser Konstantinopel an die Osmanen abtreten würde, begann die osmanische Armee 1452 mit den Vorbereitungen zur Belagerung der Stadt, die schließlich am 2. April 1453 begann. Als die Osmanen am 29. Mai den entscheidenden Sturmangriff auf die Stadt unternahmen, stellte sich ihnen der Kaiser mit den verbliebenen Verteidigern der Stadt entgegen. Konstantin fiel im Kampf, doch die genauen Umstände seines Todes und der Verbleib des Leichnams sind nicht bekannt. Es ist anzunehmen, dass er an der Theodosianischen Mauer fiel, da er sich dort wohl zuletzt aufhielt und sich danach seine Spur verliert. Die erhaltenen Augenzeugenberichte machen widersprüchliche Aussagen zum genauen Ende des Kaisers oder geben ausdrücklich nur Hörensagen wieder. Einer Sage nach ließ Mehmed II. nach der Einnahme der Stadt jeden Leichnam waschen und untersuchen, bis man den leblosen Körper des Kaisers gefunden hatte (vor dem Kampf hatte Konstantin sämtliche Abzeichen abgelegt, aber die purpurnen Schuhe anbehalten).
Mit Konstantins Tod erlosch offiziell das oströmische Kaisertum, wenngleich sein Bruder Thomas und dessen Sohn Andreas zumindest noch selbst den Titel verwendeten. Nach dem Fall von Konstantinopel, der den Untergang des Byzantinischen Reiches markierte, konnten sich das kleine Kaiserreich Trapezunt am Schwarzen Meer sowie das Despotat Morea noch für wenige Jahre halten, bis mit deren Eroberung durch die Osmanen in den Jahren 1460 bzw. 1461 auch die letzten Reste der byzantinisch-griechischen Herrschaft beseitigt wurden.

## Inoffizieller Heiliger
Konstantin wird von vielen orthodoxen Christen als Heiliger betrachtet. Offiziell ist er aber nie kanonisiert worden, da er weder einen besonders religiösen Lebenswandel geführt hatte noch der Tod in der Schlacht als spezielles Martyrium für die Orthodoxie angesehen wird.

## Denkmäler
In der griechischen Hauptstadt Athen steht auf dem Mitropoleos-Platz ein Denkmal für den byzantinischen Kaiser. Weitere Denkmäler stehen in Piräus und in Mystras. Ferner steht ein Denkmal des Konstantin XI. in Didymoticho vor dem örtlichen Dom.